# Витошинский-Доброволя, Иосиф-Михаил
Ио́сиф-Михаи́л Витоши́нский-Доброво́ля (укр. Йосип-Михайло Вітошинський-Доброволя), также известный как Йо́зеф, эдлер Витоши́нский фон Добраво́ла (нем. Josef Edler Witoszynski von Dobrawola; 27 октября 1858, Лемберг, Австро-Венгрия — 9 декабря 1931, Львов, Польша) — австро-венгерский и украинский военный деятель, генерал-майор Австро-Венгерской армии и генерал-хорунжий Украинской галицкой армии.

## Биография
Родился 27 октября 1858 года в Лемберге. Окончил пять классов гимназии, австрийскую офицерскую школу и Терезианскую академию, в 1876 году получил чин лейтенанта. 1 мая 1906 года вышел в отставку в чине полковника, поселился в Дрогобыче, затем жил в Лемберге.
С началом Первой мировой войны, 6 августа 1914 года, Витошинский вновь вернулся на военную службу. В годы войны он сражался на Восточном фронте в рядах Австро-Венгерских вооружённых сил, командовал 130-й стрелецкой бригадой в составе корпуса фельдмаршал-лейтенанта барона Петера фон Гофмана Легиона Украинских сечевых стрельцов (УСС). Бригада во главе с Витошинским принимала участие, в частности, в боях за гору Маковку. 25 мая 1915 года ему, немолодому уже офицеру, было присвоено звание генерал-майора. Стрельцы Легиона УСС, любившие Витошинского, дали ему ласковое прозвище «Дзядзьо». В октябре 1915 года генерал оставил службу и 1 декабря того же года окончательно отошёл от руководства передовыми частями. 14 апреля 1917 года он был назначен сотрудником австрийской военной администрации в Моравии, а 15 ноября 1918 года вновь вышел на пенсию.
С ноября 1918 года до весны 1920 года Витошинский командовал соединениями Украинской галицкой армии, участвуя в боях против польских войск в рамках польско-украинской войны на Западной Украине, а также против частей ВСЮР на территории Правобережной Украины. С 1920 года — на службе в Армии Украинской народной республики.
В 1920 году попал в один из лагерей для интернированных военнослужащих армии УНР на территории Польши. После освобождения из лагеря ушёл в отставку и обосновался во Львове, где с 1923 года работал в военном архиве. Умер 9 декабря 1931 года. Похоронен на Лычаковском кладбище.